# 소피텔 도쿄

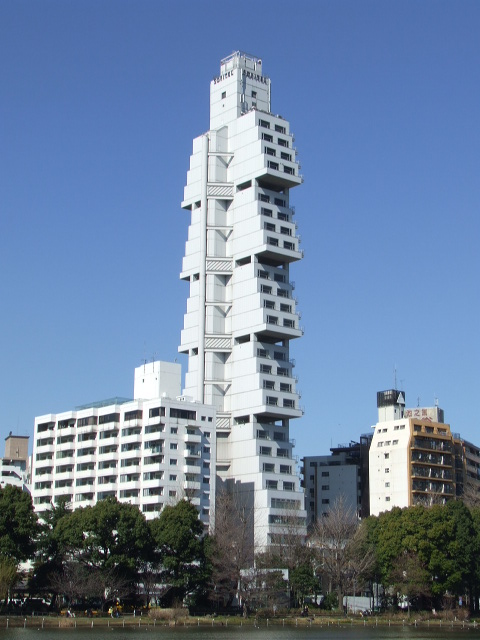

소피텔 도쿄(ソフィテル東京)는 도쿄도 다이토구에서 과거에 존재하였던 호텔이다. 높이는 112m이며, 1990년 착공, 1994년에 준공되었으나, 2008년에 철거되었다. 현재는 파크 타워 우에노 이케노하다로 재건축되었다.
철거되기 직전의 건물 규모는 지상 26층, 지하 3층, 옥탑 2층 규모로 연면적 9,798.4km2에 엘리베이터 역시 6대가 설치되어 있었다.

## 같이 보기
- 파크 타워 우에노 이케노하다